# Utah Olympic Park Jumps
Utah Olympic Park Jumps är en backhoppsanläggning i Park City i Utah i USA. Anläggningen användes under Olympiska vinterspelen 2002 och består av, förutom normalbacken (K90 HS100) och stora backen (K120 HS 134), fyra mindre backar (K64, K40, K20 och K10).Backhoppsanläggningen är en del av Utah Olympic Park.

## Historia
Bear Hollow, nära Salt Lake City, utsågs 1989 som centrum för backhoppning. Byggandet av normalbacken och fyra mindre backar startade 1994. Inför olympiska spelen 2002 restes en större backe, K120, bredvid normalbacken. De mindre backarna moderniserades och infrastrukturen i anläggningen förbättrades. Alla backarna är försedda med plastmattor och kan användas hela året. Stadion stod klar 2000 och invigdes med världscuptävlingar 19 och 20 januari 2001. Backhoppningsanläggningen ligger 2237 m ö.h. 
Olympiska spelen 2002
Under olympiska spelen 2002 startade backhoppstävlingarna i normalbacken. Där vann Simon Ammann från Schweiz 1,5 poäng före Sven Hannawald från Tyskland. Bronsvinnaren Adam Małysz från Polen 6,0 poäng efter Ammann. I stora backen vann Simon Ammann, som aldrig tidigare vunnit en större tävling, och blev dubbel olympisk mästare. Han vann tävlingen 11,7 poäng före Adam Małysz och 25,4 poäng före bronmedaljören Matti Hautamäki från Finland. I lagtävlingen vann Tyskland (Sven Hannawald, Stephan Hocke, Michael Uhrmann och Martin Schmitt) med minsta möjliga marginal, 0,1 poäng före Finland (Matti Hautamäki, Veli-Matti Lindström, Risto Jussilainen och Janne Ahonen) och 19,8 poäng före Slovenien (Damjan Fras, Primož Peterka, Robert Kranjec och Peter Žonta).
Andra tävlingar
Det arrangerades världscup i backanläggningen 2001 och 2004. Japan vann lagtävlingen 19 januari före Finland och Österrike och Adam Małysz vann den individuella tävlingen i stora backen 20 januari före österrikaren Wolfgang Loitzl och Kazuya Yoshioka från Japan. 28 februari 2004 vann Noriaki Kasai från Japan världscuptävlingen före Simon Ammann och Tommy Ingebrigtsen från Norge. Dagen efter inställdes tävlingen på grund av stark vind.
Tävlingar i kontinentalcupen för damer arrangerades i normalbacken 2008. Anna Häfele från Tyskland vann båda tävlingarna. Under tävlingen 12 december vann Häfele före Lindsey Van från USA och Jacqueline Seifriedsberger från Österrike. 13 december vann hon före Nata de Leeuw från Kanada och Ulrike Grässler från Tyskland.

## Backrekord
Backrekordet i stora backen (HS134) sattes under världscuptävlingen 20 januari 2001 då Wolfgang Loitzl hoppade 134 meter. I normalbacken hoppade Sven Hannawald 99 meter under olympiska spelen 10 februari 2002.

## Mästerskap
| Datum            | Vinnare               | Andraplats               | Tredjeplats              | Tävling                        |
| ---------------- | --------------------- | ------------------------ | ------------------------ | ------------------------------ |
| 10 februari 2002 | Simon Ammann, Schweiz | Sven Hannawald, Tyskland | Adam Małysz, Polen       | OS 2002, normalbacke, K90      |
| 13 februari 2002 | Simon Ammann, Schweiz | Adam Małysz, Polen       | Matti Hautamäki, Finland | OS 2002, stor backe, K120      |
| 18 februari 2002 | Tyskland              | Finland                  | Slovenien                | OS 2002, lag, stor backe, K120 |